# Báguena
Báguena is een gemeente in de Spaanse provincie Teruel in de regio Aragón met een oppervlakte van 25,17 km². Báguena telt 316 inwoners (1 januari 2016).
Allueva · Bádenas · Báguena · Bañón · Barrachina · Bea · Bello · Blancas · Bueña · Burbáguena · Calamocha · Caminreal · Castejón de Tornos · Cosa · Cucalón · Ferreruela de Huerva · Fonfría · Fuentes Claras · Lagueruela · Lanzuela · Loscos · Monforte de Moyuela · Monreal del Campo · Nogueras · Odón · Ojos Negros · Peracense · Pozuel del Campo · Rubielos de la Cérida · San Martín del Río · Santa Cruz de Nogueras · Singra · Tornos · Torralba de los Sisones · Torrecilla del Rebollar · Torre los Negros · Torrijo del Campo · Villafranca del Campo · Villahermosa del Campo · Villar del Salz